# Jhornan Zamora
Jhornan José Zamora Mota (Caracas, 30 de enero de 1989) es un jugador de baloncesto con doble nacionalidad venezolana y española, que pertenece a la plantilla de Trotamundos de Carabobo de la Superliga Profesional de Baloncesto de Venezuela. Con 1,96 metros de estatura, juega en el posición de escolta.

## Trayectoria deportiva
Se formó en las categorías inferiores del Salesianos Vigo pasando posteriormente al CB Valladolid en categoría Junior, club con el que llegó a debutar en la LEB Oro. En 2009 fichó por el Unicaja Málaga que lo envió a su equipo filial de la LEB Oro, el Clínicas Rincón Axarquía. En su última temporada en el conjunto andaluz obtuvo una media de 9,7 puntos, 3,2 rebotes y 2,2 asistencias por partido, jugando más de 25 minutos por partido en promedio.
En agosto de 2011 se confirma su regreso al CB Valladolid para disputar la temporada 2011/12 de la liga Endesa.
Durante 3 temporadas jugó en la LPB de Venezuela, siendo rookie del año en su primera temporada, progreso del año en la segunda y en el último año no pudo mostrar su mejor por unos problemas físicos que le hicieron perderse parte de la temporada, pero en la 13/14, en las filas del Trotamundos de Carabobo, se fue hasta unos buenos 13,9 puntos, 3 rebotes y 2,4 asistencias por partido que ayudaron a que su equipo terminase en 2ª posición la LPB venezolana. 
El día 19 de septiembre de 2015 se confirma su contratación por parte de Club Ourense Baloncesto por una temporada.
El 13 de noviembre de 2017 se incorpora al baloncesto chileno en su primera incursión en ese país, jugando para el austral club CEB Puerto Montt.
En julio de 2019, Jhornan Zamora se marcha a Evreux Basket de la ProB francesa, el escolta venezolano firma con el conjunto francés después de la gran temporada realizada con Rio Ourense Termal, con el que llegó a disputar la Final Four por el ascenso a ACB. Durante la temporada 2018-2019 promediaría 14.8 puntos y 3.1 rebotes por partido, cerrando así una etapa de dos temporadas en Ourense.
En mayo de 2021 se incorpora a las filas de Trotamundos de Carabobo para disputar los playoffs de la SLB donde logra el título con los carabobeños y es designado MVP de la final.
En julio de 2021 firma con el Saint-Quentin Basket-Ball de la Pro B.
El 2 de junio de 2022, regresa a Venezuela para jugar con Trotamundos de Carabobo de la SPB.
El 9 de noviembre firma con los Titanes de Barranquilla de la Liga Profesional de Baloncesto de Colombia para disputar las finales del torneo local y la siguiente fase de la Liga Sudamericana de Baloncesto 2022.
En diciembre de 2022, regresa al Club Ourense Baloncesto de la Liga LEB Oro.

### Selección nacional
Durante agosto y septiembre de 2023 fue integrante de la selección de Venezuela que participó en el Mundial de 2023 celebrado en Asia, y que finalizó en trigésimo lugar.